# Византийский тип текста

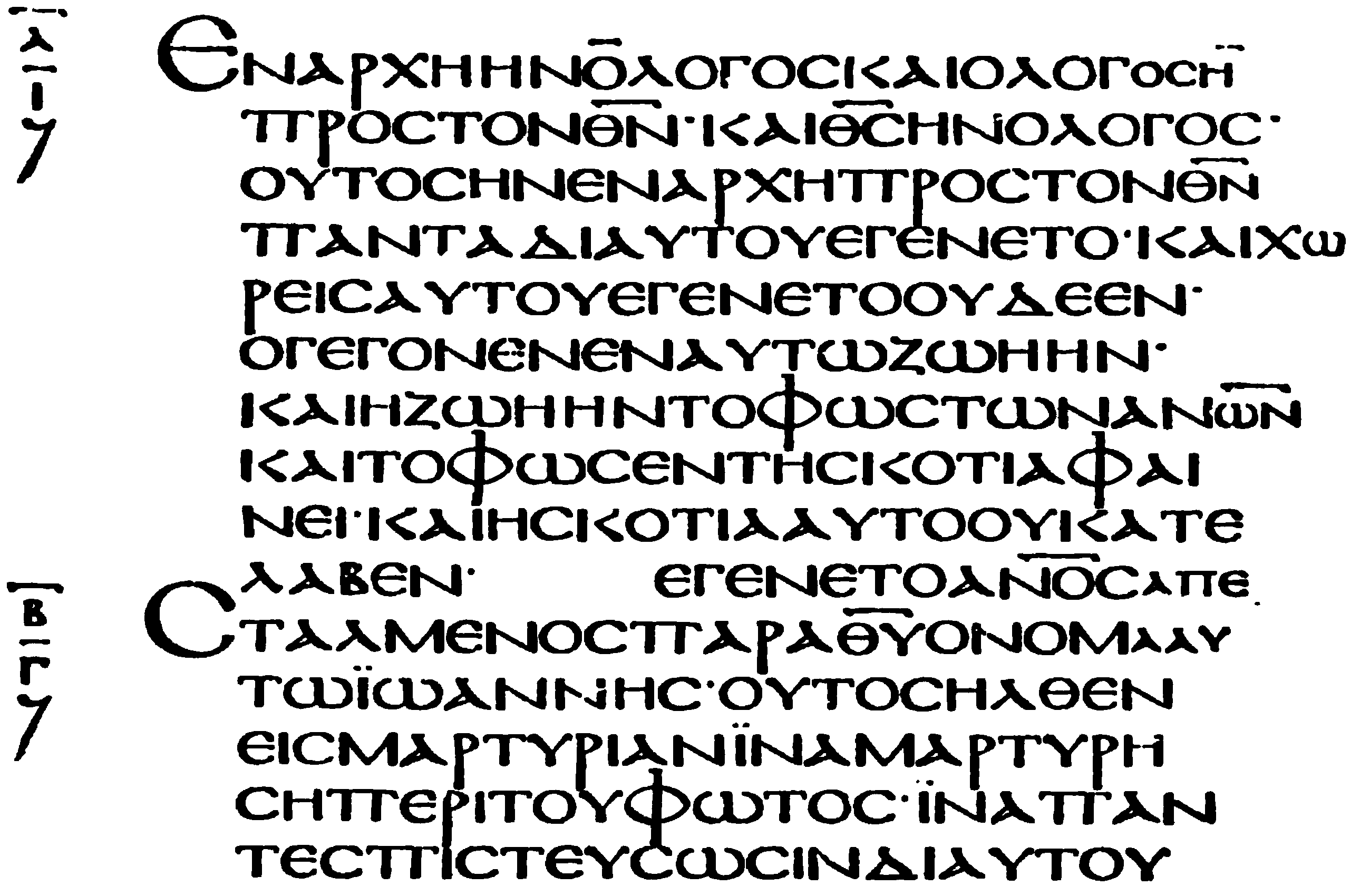
Начало Евангелия от Иоанна в Александрийском кодексе

Византийский тип текста (также называемый текстом большинства, традиционным, церковным, константинопольским, антиохийским или сирийским) — один из четырёх главных типов новозаветного текста. Название введено Б. X. Стритером и Ф. Г. Кенионом. Условное обозначение: {\displaystyle {\mathfrak {M}}} или Byz.

## Особенности византийского текста
Особенной чертой этого текста является улучшенный стиль, грамматические формы приближены к классическому языку. В тексте Евангелия имеются некоторые гармонические прибавки. Английские издатели Хорт и Весткот византийский тип текста называли сирийским.
Византийский тип текста представляет собой смешанный текст, образовавшийся в результате исправлений редактора или группы редакторов IV века и привезённый затем в Константинополь, откуда и распространившийся по всей Византийской империи. Как ранее Гризбах, Хорт и Весткот называют представителями этого текста кодекс А (в Евангелиях), поздние унциальные и большое количество минускульных рукописей, а Textus Receptus является позднейшей формой сирийского типа текста. Как указывают издатели, авторы (редакторы) этого типа текста стремились прежде всего к ясности и полноте изложения, убирая непонятные места, выявляя по мере возможности назидательность текста. Пропуски редки, зато интерполяции присутствуют в изобилии, словоупотребление отличается полнотой. Хотя в литературном и богословском отношении в нём трудно найти изъяны, он, по мнению издателей, невыразителен по форме. Помимо кодекса А (в части Евангелий), из представителей этого типа можно назвать унциальные рукописи E, F, G, H, S, V и Y. Хорт и Весткот демонстрируют, что сирийский тип текста является позднейшим из всех, так как он содержит комбинированные разночтения, образовавшиеся из элементов более ранних форм текста; не цитируется ни одним из доникейских Отцов; при сравнении с чтениями других рукописей становится очевидной вторичность чтений представленных сирийским типом текста. Таким образом, этот тип текста наименее значим для реконструкции оригинала. Хорт пишет, что «все чтения, являющиеся исключительно сирийскими, могут быть без сомнения отброшены, так как они определённо возникли позднее середины третьего века и поэтому являются порчей текста времён апостолов». Позднее эта позиция была подвергнута критике на основе сравнения различных версий евангельского текста.
В системе фон Зодена сирийскому тексту по Хорту-Весткоту соответствует группа К «Кοινή», разделённая на 17 подгрупп, из которых К1 считался древнейшим и лучшим. Этот текст, написанный Лукианом Антиохийским, с последующими исправлениями был распространён в Византии. Таким образом, фон Зоден оценивает текст койне выше, чем остальные современные критические издания. 
Теория возникновения византийского текста, как видим, претерпевала неоднократные изменения. J. Petzer подводит такой итог: «Хорт и Весткот считали, что этот тип текста был создан Лукианом, затем эта теория ставилась под сомнение, и наконец Аланд Курт вновь её возродил. Аланд рассматривает этот тип текста как возникший в результате постепенного и естественного развития, завершившегося наконец рецензией Лукиана. Таким образом, мы получаем вполне убедительное историческое объяснение двух фактов — с одной стороны, наличия чтений, характерных для византийского типа текста, в папирусах, и, с другой, преобладания этого типа текста в рукописях Нового Завета».

## Свидетели Византийского типа текста
Главные свидетели этого текста — текст Евангелий Александрийского кодекса (другие книги - Александрийский тип текста), Ефремов кодекс (часть текста) и Вашингтонский кодекс (Матф. 1-28; Лука 8,13—24,53). К этой группе рукописей принадлежит большинство минускулов.
Византийский тип текста отражают переводы на готский язык и частично Пешитта.
| Обозначение | Название                    | Дата    | Рукопись включает              |
| A (02)      | Александрийский кодекс      | ок. 400 | Евангелие                      |
| C (04)      | Ефремов кодекс              | V       | Евангелие                      |
| W (032)     | Вашингтонский кодекс        | V       | Матф 1-28; Лк 8, 13 — 24, 53   |
| Q (026)     | Вольфенбюттельский кодекс B | V       | Лука — Иоанн                   |
| 061         | -                           | V       | 1 Тим 3, 15-16; 4, 1-3; 6, 2-8 |
| E (07)      | Базельский кодекс           | VIII    | Евангелие                      |
| F (09)      | Борилианский кодекс         | IX      | Евангелие                      |
| G (011)     | Кодекс Вольфа A             | IX      | Евангелие                      |
| H (013)     | Кодекс Вольфа B             | IX      | Евангелие                      |
| L (020)     | Кодекс Ангеликус            | IX      | Деяния, Послания               |
| V (031)     | Московский кодекс II        | IX      | Евангелие                      |
| Y (034)     | Македонский кодекс          | IX      | Евангелие                      |
| Θ (038)     | Кодекс Коридети             | IX      | Евангелие (за исключением Мк)  |
| S (028)     | Ватиканский кодекс 354      | 949     | Евангелие                      |

Византийский тип текста отражает также N (022) VI века, но он содержит много разночтений. Только шесть рукописей этого типа датируются периодом до IX в., но после IX в. он стал доминировать, а после XII века был практически единственным используемым текстом Нового Завета.

## Критические издания греческого текста Нового Завета, составленные по текстам Византийского типа
- «Textus Receptus» — 1516—1522
- «The Greek New Testament According to the Majority Text», второе издание, под редакцией Зэйна С. Ходжеса (Zane C. Hodges) и Артура Л. Фарстада (Arthur L. Farstad), 1985
- «The New Testament in the Original Greek: Byzantine Textform», под редакцией Мориса А. Робинсона (Maurice A. Robinson) и Уильяма Г. Пирпонта (William G. Pierpont), 2005